# Hyloxalus edwardsi
Espèce
Synonymes
- Colostethus edwardsi Lynch, 1982

Statut de conservation UICN

 CR A2ac; B1ab(iii,iv,v)+2ab(iii,iv,v) : 
En danger critique
Hyloxalus edwardsi est une espèce d'amphibiens de la famille des Dendrobatidae.

## Répartition
Cette espèce est endémique du département de Cundinamarca en Colombie. Elle se rencontre de 3 030 à 3 300 m d'altitude dans la cordillère Orientale.

## Étymologie
Cette espèce est nommée en l'honneur de Stephen R. Edwards.

## Publication originale
- Lynch, 1982 : Two new species of poison-dart frogs (Colostethus) from Colombia. Herpetologica, vol. 38, no 3, p. 366-374.